# Tristán Bauer
Tristán Bauer (Mar del Plata, 22 de junio de 1959) es un cineasta y político argentino, realizador de documentales y largometrajes de ficción. Desde 2019 hasta 2023 ocupó el cargo de Ministro de Cultura de la Nación.
Entre las películas que ha filmado se destaca la multipremiada Iluminados por el fuego (2005). Hasta 2008 había recibido 21 premios. De las siete películas filmadas hasta 2008, dos (Después de la tormenta y Cortázar) recibieron el Premio Cóndor de Plata como la mejor del año del cine argentino. Iluminados por el fuego recibió el Goya. En 2001 recibió el Premio Konex - Diploma al Mérito por su trayectoria documentalista en la década 1991-2000.

## Biografía

### Carrera en el cine
En 1982 se graduó como director en el Centro Experimental del Instituto Nacional de Cinematografía, hoy llamado Escuela Nacional de Experimentación y Realización Cinematográfica. Fundó el grupo Cine Testimonio, orientado a dar cuenta de la realidad social del país. 
Con Después de la tormenta (1990), obtuvo el Premio a la Mejor Ópera Prima en los Festivales de San Sebastián (País Vasco) y de Annonay (Francia). Sus documentales más destacados son: Cortázar (1994),
Evita, la tumba sin paz (1997) y
Los libros y la noche (1999). Por este último trabajo recibió el Premio Mejor Documental en el Festival de La Habana (Cuba, 1999) y el Premio Especial del Jurado en el Festival de Las Palmas de Gran Canaria (2000). En 2007, Bauer creó la señal televisiva educativa Encuentro, de la que es director. Por Los libros y la noche recibió el Premio Mejor Documental en el Festival de Johanesburg en 2001. El film Iluminados por el fuego (2005) ganó el Premio Goya a la Mejor Película Extranjera de Habla Hispana en 2006.

### Director del Sistema Nacional de Medios Públicos (2008-2013)
En 2008 fue nombrado director del Sistema Nacional de Medios Públicos.

#### Sistema de televisión satelital gratuito
En julio de 2009, la presidenta Cristina Fernández de Kirchner firmó el decreto 943/09 propuesto por Bauer que autoriza al Radio y Televisión Argentina (RTA) a instalar y operar un sistema de televisión satelital en todo el país con el fin de difundir señales educativas, culturales e informativas orientadas a la población en situación de vulnerabilidad social.
Este proyecto pretende brindar ―en principio a escuelas rurales, y luego a hogares de escasos recursos― un paquete básico de señales educativas, culturales, informativas e infantiles, todas pertenecientes al Estado, el cual se ofrecería sin cargo y se distribuiría por medio del satélite argentino Arsat y sin codificar; los interesados solo deberán adquirir la antena, cuyo costo es de 15 dólares estadounidenses aproximadamente.

#### Creación de canales culturales gratuitos
Durante su gestión se destacó la creación de canales culturales, deportivos e infantiles. Sabiendo que son medios masivos, aunque haya una especificidad diferente para una televisión generalista ―como la TV Pública― y señales direccionadas ―como Encuentro, Paka Paka y DeporTV.
Respecto a Canal 7, su gestión se orientó a lograr una mayor producción propia, aunque ya no solo de contenidos de ficción sino también de documentales.
En 2012 se incorporó el móvil Freedom, y en 2013, los técnicos de Canal 7 rediseñaron la unidad móvil Bosch Ciudad de Córdoba, transformándola en la unidad móvil de producción más moderna del país y presentando mejor operatividad que el Freedom. Se incorporaron varias unidades SNG, diseñadas por el personal técnico del canal, para la cobertura de noticias y espectáculos de interés público.
A finales del 2013, la TV Pública produjo por primera vez a una telenovela en el horario de la tarde, llamada Esa mujer. También estrenó Señales, la primera tira juvenil del canal.

### Director de RTA (2013-2015)
En 2013, Bauer ―quien se desempeñaba como director de la señal educativa Encuentro (perteneciente al Ministerio de Educación argentino)―, en virtud de la ley 26.522 pasó a presidir RTA (Radio y Televisión Argentina, Sociedad del Estado), que agrupa los servicios de radio y televisión pertenecientes al Estado argentino: Televisión Pública, Radio Nacional, Canal 12 TV Pública Regional y el servicio Radiodifusión Argentina al Exterior.

#### Polémica por el «solapamiento» de mandatos
Mauricio Macri (del partido Propuesta Republicana) ganó las elecciones del 22 de noviembre de 2015, y nominó a Hernán Lombardi como titular de RTA (Radio y Televisión Argentina), desconociendo la ley 26.522, 

De acuerdo con el artículo 9 del decreto que establece la reglamentación del funcionamiento de Radio y Televisión Sociedad del Estado, se establece que serán causales de remoción ―previa sustanciación que garantice el derecho de defensa del acusado― las siguientes:
* procesamiento firme por delitos dolosos,
* mal desempeño,
* negligencia grave,
* morosidad en el ejercicio de sus funciones,
* desconocimiento inexcusable del derecho e
* inhabilidad física o psíquica.

El artículo 131 de la Ley de Medios sancionada en 2009, establece también que la dirección y administración de Radio y Televisión Sociedad del Estado estará a cargo de un directorio integrado por siete miembros:
* un presidente designado por el Poder Ejecutivo nacional,
* un director designado por el Poder Ejecutivo nacional,
* tres directores a propuesta de la Comisión Bicameral de Promoción y Seguimiento de la Comunicación Audiovisual y
* dos directores a propuesta del Consejo Federal de Comunicación Audiovisual.
En el artículo 132 de la misma ley se especifica que «durarán en sus cargos cuatro años y podrán ser reelegidos por un período».

 votada por el Congreso de la República.
La ley 26.522 ―con el fin de favorecer la independencia de los medios de comunicación― ordena que el mandato del titular de RTA se «solape» dos años con el del presidente de la Nación.

### Ministro de Cultura (desde 2019)
Fue designado Ministro de Cultura de la Nación por el presidente Alberto Fernández en diciembre de 2019. En una entrevista dada el 31 de diciembre de 2019 señaló como los ejes de su gestión el impulso a una ley de mecenazgo, la revisión de las leyes de derecho de autor y la creación del Instituto Nacional del Libro Argentino. Mientras que a corto plazo mencionó la necesidad de poner a funcionar Tecnópolis nuevamente y de desarrollar proyectos sobre dos figuras importantes de la historia y cultura argentina: Manuel Belgrano y María Elena Walsh.
Durante su gestión impulsó el trabajo del MICA-Mercado de Industrias Culturales Argentinas.

## Filmografía

### Director
- Tierra Arrasada (2019).
- El camino de Santiago (2018).
- Che. Un Hombre Nuevo (2010).
- Iluminados por el fuego (2005).
- Los libros y la noche (1999).
- Evita, una tumba sin paz, mediometraje (1997).
- Cortázar (1994).
- El oficio de amar, mediometraje (1993).
- Después de la tormenta (1991).
- Ni tan blancos, ni tan indios, cortometraje (1985).

### Guionista
- Iluminados por el fuego (2000)[4]
- Los libros y la noche (1995).
- Cortázar (1994).
- Después de la tormenta (1991).
- Romanizaciòn de Canal Encuentro (1997).

## Premios y distinciones
Festival Internacional de Cine de San Sebastián
| Año  | Categoría                    | Película                | Resultado |
| ---- | ---------------------------- | ----------------------- | --------- |
| 1990 | Premio Nuevos Realizadores   | Después de la tormenta  | Ganador   |
| 2004 | Premios Cine en Construcción | Iluminados por el fuego | Ganador   |
| 2004 | Premio Casa América          | Iluminados por el fuego | Ganador   |
| 2005 | Premio especial del jurado   | Iluminados por el fuego | Ganador   |

- Premio al Mejor Documental en el Festival de La Habana, por "Los libros y la noche" (2000).
- Premio Goya a la Mejor Película Extranjera de Habla Hispana en 2006, por Iluminados por el fuego (2005)[6]
- Premio Konex, 2001, Diploma al Mérito - Documental[6]
- Premio Fundadores, del Festival de Cine Tribeca de Nueva York[24]
- Premio al mejor documental, por "Che un hombre nuevo", Festival de Cine de Montreal.[25]
- Premio Nuevas Miradas a la Televisión, Universidad Nacional de Quilmes, 2013[26]